# Jens Nilsson
För andra betydelser, se Jens Nilsson (olika betydelser).

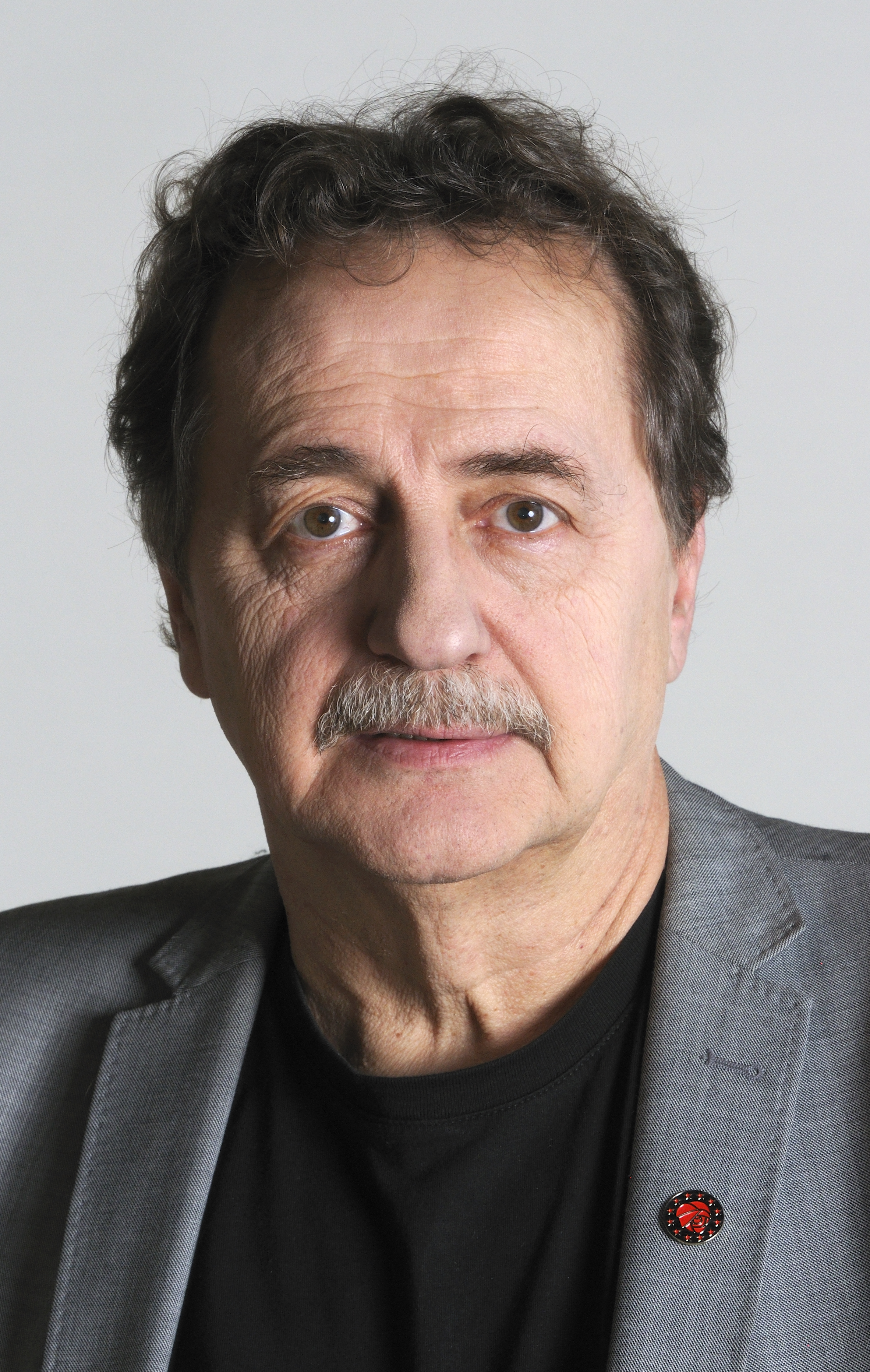
Jens Nilsson.

Jens Bertil Georg Nilsson, född 25 september 1948 i Västervik i Kalmar län, död 13 mars 2018 i Östersund, var en svensk socialdemokratisk politiker, som var ledamot av Europaparlamentet sedan 2011. 
Jens Nilsson växte upp i Gävle och flyttade till Östersund 1978. Nilsson har en fritidsledarutbildning och var kommunstyrelsens ordförande och kommunalråd i Östersunds kommun 1997–2009 och han var ordförande i Jämtlands läns kommunförbund innan han i april 2007 utsågs till vice ordförande. I april 2007 valdes Jens Nilsson också till ordförande för Socialdemokraternas jämtländska partidistrikt.
I valet till Europaparlamentet 2009 stod Jens Nilsson på sjätte plats på Arbetarepartiet-Socialdemokraternas kandidatlista och kunde tillträda som ledamot den 1 december 2011 efter att Lissabonfördraget trätt i kraft och ett tilläggsprotokoll därtill ratificerats. Han omvaldes i maj 2014. I Europaparlamentet satt Jens Nilsson i utskottet för transport och turism samt utskottet för regional utveckling. I juni 2017 utsågs han till parlamentets huvudförhandlare för att ta fram nya cabotageregler.